# جيري روبين
جيري كلايد روبين (بالإنجليزية: Jerry Rubin)‏ (14 يوليو 1938 – 28 نوفمبر 1994) ناشط اجتماعي، وقيادي في حركة مناهضة الحرب، وأيقونة في ثقافة الستينيات المضادة، في عقديّ الستينيات والسبعينيات من القرن العشرين. خلال عقد الثمانينيات من القرن العشرين، حقق روبين نجاحًا بصفته رجل أعمال.

## سنواته الأولى والتعليم
وُلد روبن في مدينة سينسيناتي بولاية أوهايو، وكان والده سائق شاحنات أصبح فيما بعد مسؤولًا في نقابة سائقي الشاحنات الدولية.
درس روبين في مدرسة وولنت هيلز الثانوية في سينسيناتي، واشترك في تحرير الجريدة المدرسية، ذا تشاتربوكس، وتخرج  في العام 1956. خلال دراسته في المدرسة الثانوية بدأ الكتابة في صحيفة سينستاتي بوست، جامعًا النتائج الرياضية من مباريات المدرسة الثانوية. التحق روبين  بكلية أوبرلين، والجامعة العبرية في القدس، ثم تخرج فيما بعد في جامعة سينسيناتي، وحصل على شهادة الإجازة في التاريخ. في العام 1964، التحق روبن بجامعة كاليفورنيا، بيركلي، ولكنه ترك الجامعة للتركيز على النشاط الاجتماعي.
لم يفصل بين وفاة والدي روبين في فترة وجيزة بلغت 10 أشهر، ما اضطر روبين للعناية بأخيه الأصغر، جيل، الذي كان في الثالثة عشرة من عمره آنذاك. أراد روبين أن يثقف أخاه بخصوص عالمنا، وخطط لأخذه في رحلة إلى الهند. بعد تهديد أقاربهما باللجوء إلى القضاء لانتزاع حقوق حضانة جيل من روبين، قرر الأخير أن يأخذ أخاه إلى إسرائيل بدلًا من الهند، واستقرا في تل أبيب. عمل روبين في كيبوتس في تل أبيب، ودرس علم الاجتماع، في حين قرر أخوه الذي تعلم اللغة العبرية أن يبقى في إسرائيل وانتقل بشكل دائم إلى كيبوتس فيها. قبل مواصلته نشاطه الاجتماعي والسياسي، زار روبين مدينة هافانا، ليطّلع على الثورة الكوبية بصورة مباشرة.

## النشاط الاجتماعي
بعد تركه الدراسة في جامعة بيركلي، بدأ روبن بالتظاهر في سبيل العديد من القضايا اليسارية. خاض روبين الانتخابات على منصب عمدة بيركلي، على منصة معارضة لحرب فييتنام مناصرة للقدرة السوداء داعمة لتقنين الماريوانا، فحاز على أكثر من 20% من أصوات الناخبين. بعد إخفاقه في الانتخابات، حوّل روبن انتباهه التام إلى الاحتجاج السياسي. وفي بيركلي كان أول احتجاج يشترك به، للاعتراض على رفض أحد أصحاب البقالات المحلية توظيف الأميركيين السود في محله. بعد ذلك بفترة وجيزة، راح روبين يقود الاحتجاجات بنفسه. نظم روبين لجنة يوم فييتنام، التي قادت أكبر أولى المظاهرات المعارِضة لحرب فيتنام. وشارك روبين في التخطيط لأكبر ندوة في العالم ضد الحرب، ونظم مظاهرات حاولت اعتراض قطار ينقل الجنود إلى قاعدة عسكرية في أوكلاند، بالإضافة إلى شاحنات تحمل النابالم. كانت لجنة يوم فيتنام منظمة فريدة مِن بين أولى المنظمات المناهضة للحرب، إذ تمتعت بمشاركة محلية كبيرة، وتُعَد باكورة الحركة الوطنية ضد الحرب في فيتنام وممهدة لها.
كان روبين أحد الأعضاء المؤسسين لحزب الشباب الدولي (وأُطلق على أعضائه تسمية «يبيز»)، مع الناشط السياسي آبي هوفمان، والساخر بور كراسنير. لم يكن حزب الشباب الدولي منظمة رسمية ذات قائمة عضوية أو علاقة مباشرة بالناخبين، ولكنه لعب على وتر رغبة وسائل الإعلام في تغطية أي حدث جديد ومختلف. تأثر أعضاء حزب الشباب الدولي بأفكار مارشال ماكلوهان فيما يخص أهمية الاتصالات الإلكترونية، وآمنوا بأنه في حال قُدّمت الأحداث الثورية بطريقة مسلية، فإن وسائل الإعلام -بالأخص التلفاز- سوف تمنحها تغطية إعلامية أوسع.

## وصلات خارجية
- جيري روبين على موقع IMDb (الإنجليزية)
- جيري روبين على موقع الموسوعة البريطانية (الإنجليزية)
- جيري روبين على موقع ميوزك برينز (الإنجليزية)
- جيري روبين على موقع إن إن دي بي (الإنجليزية)
- جيري روبين على موقع قاعدة بيانات الفيلم (الإنجليزية)